# Руіссало (Турку)
Руіссало (фін. Ruissalo, швед. Runsala) — район міста Турку, що входить до Центрального територіального округу і розташований на острові Руіссало. 

## Географічне положення
Район розташований в Архіпелаговому морі між острівним районом Гірвенсало і материковим районом Пансіо. 

## Пам'ятки
В районі розташований ботанічний сад, що належить Університету Турку. 
Щорічно в районі проходить міжнародний рок-фестиваль "Ruisrock" і спортивний марафон імені Пааво Нурмі в якому беруть участь від 500 до 1000 чоловік. 

## Транспорт
Район з'єднаний з іншими частинами міста рейсовим автобусом № 8, маршрут якого пролягає вздовж лінії Руіссало —  Торгова площа Турку. 

## Населення
Так як район утворює заповідно — рекреаційну зону, чисельність постійного населення Руіссало становить всього 126 осіб (2004). 